# عوانة بنت سعد
هند بنت سعد العيلانية من قيس عيلان المشهورة باسم العوانة والدة كنانة بن خزيمة، وقيل الهون بن خزيمة، وهي أخت غطفان وأعصر، إحدى جدات الرسول محمد.

## تسميتها
أسمها الحقيقي هي (هند) لُقبت (عوانة) تسُميت العوانة وهي تعني الناقة الطويلة.

## نسبها
هي : عوانة بنت سعد بن قيس عيلان بن مضر بن نزار بن معد بن عدنان
أمها : دعد بنت إلياس بن مضر بن نزار بن معد بن عدنان

## إخوتها
ليس لعوانة أخوه من أباها مثل غطفان وأعصر فهوما إبني تكمة بنت مر بن أد بن طابخة وإخوتها هم :
- غطفان بن سعد: جد قبائل غطفان
- أعصر بن سعد: جد قبائل باهلة وبنو غنى والطفاوة
- تعلة بنت سعد: أم منصور بن عكرمة[5][6]

## زوجها
- خزيمة بن مدركة بن إلياس بن مضر بن نزار بن معد بن عدنان[7]

## إبنها
- الهون بن خزيمة
- كنانة بن خزيمة
ليس لعوانة إلا كنانة وقيل الهون، وأولاد كنانة المعقبون:
  - النضر
  - عبد مناة
  - مالك
  - ملكان[8]

أما إخوت كنانة مثل أسد وعبد الله وأسدة (وهو رجل) أبناء خزيمة فهم أبناء برة بنت مر، فليس لكنانة أخ من أمه وقيل أن الهون بن خزيمة أخاه الشقيق بقول أبن هشام (يقال الهون) وعوانة لم تتزوج إلا خزيمة